# آرثر تروسديل
آرثر تروسديل (بالإنجليزية: Arthur Trousdell)‏ مواليد 21 أبريل 1981 في نيوزيلندا، هو لاعب كرة سلة بريطاني. بدأ مسيرته الاحترافية في سنة 1998.

## المسيرة الاحترافية
لعب مع كانتربيري رامز في سنة 2000، ثم لعب مع ويلينغتون ساينتس في موسم 2008–2009، ثم لعب مع ساوثلاند شاركز في سنة 2010، ثم لعب مع ويلينغتون ساينتس في موسم 2012–2013.